# Tatsuya Tanaka (football, 1982)
Pour les articles homonymes, voir Tatsuya Tanaka.
Tatsuya Tanaka (田中 達也, Tanaka Tatsuya) est un footballeur japonais né le 27 novembre 1982 à Tokuyama, maintenant Shūnan dans la préfecture de Yamaguchi au Japon.